# Waldidylle
Waldidylle ist ein Ortsteil der Stadt Altenberg im Landkreis Sächsische Schweiz-Osterzgebirge.

## Geografie

### Lage
Waldidylle befindet sich etwa 36 km südlich von Dresden und etwa 6 km nördlich von Altenberg im Osterzgebirge in etwa 720 m ü. NN.

### Naturraum
Naturräumlich gehört der Ort und seine nähere Umgebung zur Mittelgebirgslandschaft des oberen Osterzgebirges.

## Geschichte

### Die Anfänge
Noch im 19. Jahrhundert erstreckten sich auf dem Gebiet von  Waldidylle die Wald- und Feldflächen der Falkenhainer Bauern. Um 1890 begann die Aufgliederung der einstmals großen Flurstücke in einzelne Parzellen.
Zum damaligen Zeitpunkt bildete sich in den Städten ein finanzkräftiges Bürgertum heraus, die sich einen zweiten Wohnsitz fernab vom Lärm der Großstädte leisten konnten.
Auch fasste innerhalb der weniger betuchten Bevölkerungsschichten eine Bewegung zur Natur hin immer mehr Fuß, es bildeten sich Wandervereine und man fuhr an den Wochenenden ins Grüne. Ein entscheidender Impuls ging von der Inbetriebnahme der Kleinbahn Hainsberg – Schmiedeberg 1882 aus, welche 1883 bis nach Kipsdorf erweitert wurde, sowie vom Bau der Müglitztalbahn 1890. Mit diesen neuen Verkehrsmitteln gelangten Tausende Sommerfrischler in die kleinen Erzgebirgsorte und der Fremdenverkehr nahm einen raschen Aufschwung.
Waldidylle entstand im Zuge dieser Entwicklung und ist neben Tal Kipsdorf die jüngste Siedlung des Osterzgebirge.

### Die ersten dreißig Jahre
Federführend bei der Erschließung von Waldidylle war der Dippoldiswalder Baumeister Karl Klotz. Er errichtete als erstes Haus in der Ortslage die heute nach ihm benannte Klotzbaude. Unmittelbar  danach folgte ein zweites Gebäude, die „Villa Waldidylle“, welche als Gasthaus und Pension bereits 1903 die ersten Urlauber beherbergte und heute als „Erzgebirgsbaude“ bekannt ist. Karl Klotz als Eigentümer bietet außerdem Sommerwohnungen an, betreibt eine Restauration und verleiht auch Geschirr an Bewohner der Villenkolonie. Schon vor 1910 wurde die „Villa Waldidylle“ um einen Anbau erweitert, um die steigende Anzahl an Gästen beherbergen zu können. Auch in den anderen Häusern wurden Ferienzimmer vermietet, neben einfachen Zimmern wurden auch schon Unterkünfte mit Zentralheizung angeboten. Bis 1930 gab es in Waldidylle 10 Häuser, zumeist als Wochenendhäuser erbaut.

### Die 1930er Jahre
30 Jahre nach Ortsgründung erlebte Waldidylle eine 2. Bauphase, in deren Ergebnis der Ort sich um das Doppelte vergrößerte. Grundlage dafür war unter anderem eine für diese Zeit fortschrittliche Erschließung des Baugeländes. 1930 wurde eine zentrale  Wasserleitung mit zugehörigem Wasserwerk gebaut, in die Gräben wurden gleichzeitig die Rohre für Abwasser verlegt, da der Bau einer Kläranlage geplant war. Straßen und Fußwege wurden angelegt und von Dresden fuhr 3-mal täglich  ein Bus bis nach Waldidylle, im Winter bis nach Oberbärenburg, wo dann eine Weiterfahrt mit Pferdeschlitten möglich war.
Ebenso  anerkennenswert ist das Bemühen um eine regionaltypische und naturschonende Bauweise. Der Landesverein Sächsischer Heimatschutz erarbeitete in Zusammenarbeit mit dem Baumeister Frido Tröger aus Oberbärenburg und Baumeister Oette  aus Schmiedeberg ein Bebauungskonzept für Waldidylle, das eine maßvolle Erweiterung des Ortes innerhalb des Hochwaldes sowie die Errichtung eines Kurhauses vorsah. In Waldidylle wurde auch eines der ersten Fertigteilhäuser auf 100 Pfählen errichtet. Es wurde Wert darauf gelegt,  große Grundstücke mit mehr als 1000 m² zu verkaufen, um den Charakter einer weitläufigen Waldsiedlung zu erhalten. Bei Quadratmeterpreisen von 2 bis 4 RM/m² konnten sich das nur Vermögende leisten. So siedelten sich vorwiegend Fabrikbesitzer und finanzkräftiges Bürgertum im Ort an. So erwarben u. a. Generalmusikdirektor Karl Böhm, der Fabrikant Emil Theodor Robert Gleitsmann und Albert Fromme Grundstücke.
Ebenfalls 1930 wurde ein Lebensmittelladen gebaut, der 1938 nochmals vergrößert wurde und auch eine Schuhmacherwerkstatt und eine eigene Poststelle enthielt.
Die „Villa Waldidylle“ hieß ab dieser Zeit „Erzgebirgsbaude“ und hatte mit Arthur Rabbow einen neuen Besitzer, die Familie Vogler eröffnete die „Zugspitze“ als Café und  Pension und 1938 erbaute Paul Cugier den „Falkenhorst“ als „Hotel Berghof“. In vielen Annoncen und Faltblättern warb man mit dem heilsamen Höhenklima, der wunderschönen Natur und pries die neu errichteten Ferienquartiere mit allen  Annehmlichkeiten wie fließend Wasser, Zentralheizung und Garagen an. Das Waldidyller Trinkwasser war bei den Gästen sehr beliebt, oft füllten sie sich noch etwas für zu Hause ab.

### Die Zeit von 1939 bis Kriegsende
Der  zwischenzeitliche wirtschaftliche Aufschwung unter den Nationalsozialisten förderte die schnelle Ortsentwicklung und brachte auch eine Vielzahl an Ferien- und Wochenendgästen nach Falkenhain und Waldidylle. Eine Expansion des Ortsteiles bis an die Südgrenze von Falkenhain mit dem alten Gemeindeamt als Ortsmittelpunkt wurde ins Auge gefasst, diese Pläne vereitelte der herannahende Zweite Weltkrieg. Auch auf andere Weise machte sich der neue Zeitgeist im Ort bemerkbar. Die Elisabethklause wurde in ein nationalsozialistisches Schwesternheim umgewandelt und die Schwester sowie die Nichte von Adolf Hitler bezogen im Ort Quartier. Mit Beginn des Zweiten Weltkrieges war die rege Bautätigkeit in Waldidylle zu Ende und auch die Urlauber blieben aus. Im Haus Sonnenhof wohnte ab 1943 ein irakischer Ölscheich mit Gefolge, er stand unter politischem Schutz des Naziregimes. Waldidylle selbst blieb von direkten Kriegseinwirkungen verschont.

### Die Nachkriegszeit
Anstelle von Urlaubern kamen 1945 Umsiedler und ausgebombte Familien aus Dresden in den Ort und suchten Wohnraum. Alle Privathäuser mussten Flüchtlinge aufnehmen, die Menschen wohnten sehr beengt und die Belegungen wechselten häufig. Wie überall stand die Beschaffung von Lebensmitteln an  erster Stelle. Die oft parkähnlichen Gartenanlagen nutzte man zum Anbau von Gemüse und Kartoffeln und verunstaltete sie aus diesem Grund oft bis zur Unkenntlichkeit; auch der Gemeindepark wurde Anbaufläche. Zwei besonders kalte und schneereiche Winter erschwerten das Leben noch zusätzlich, an Erholung und Urlaub war vorerst nicht zu denken.

### 1950–1989
In den fünfziger Jahren kamen mehr und mehr Urlauber in den Ort. Aber auch hier war ein Wandel zu beobachten, private Vermietungen traten in den Hintergrund und der FDGB übernahm den Ferienbetrieb. Neben dem Berghof Falkenhorst als FDGB-Heim und der nunmehrigen HO-Gaststätte Erzgebirgsbaude sowie dem Café Zugspitze als FDGB-Vertragspartner entstanden auch Betriebsferienheime. Dafür wurden Gebäude genutzt, deren Besitzer in den Westen übergesiedelt waren. Waldidylle entwickelte sich wieder zum Urlaubsort und auf Grund der großen Anzahl an Unterkünften und der eingeschränkten Reisemöglichkeiten kamen die Erholungssuchenden in großer Zahl. Wieder zog es auch prominente Gäste nach Waldidylle, so wohnten die Opernsängerin Elfride Trötschel und der Filmregisseur Eberhard Fischer im  Falkenhorst. Aber auch politische Repräsentanten der damaligen DDR weilten im Ort: Walter Ulbricht übernachtete hier und der Ministerpräsident von Sachsen, Max Seydewitz, hatte sein Feriendomizil im Ort.
Für die Urlauber boten sich besonders im Winter viele Sportmöglichkeiten. In Oberbärenburg wurde  seit 1954 die Kammbergbahn immer weiter ausgebaut, die im Riesengrund 1930/31 errichtete Riesengrundschanze war Austragungsort vieler Wettkämpfe und Skiloipen boten die Möglichkeit für ausgedehnte Winterwanderungen. Der Ortsteil war wiederum zu einem weithin bekannten und beliebten Ferienort geworden. Mit einer Einwohnerzahl von 250 Personen hatte er sich stark vergrößert. Im Sommer wie im Winter wohnten außerdem zahlreiche Gäste im Ort.

### 1989 bis heute
Nach 40 Jahren DDR brach mit der Wende 1989 auch für den Ortsteil Waldidylle eine andere Zeitrechnung an. Bis 1990 waren die Ferienheime noch mit FDGB-Urlaubern belegt, danach wurden die „Erzgebirgsbaude“ und der „Falkenhorst“ geschlossen, einzig und allein die „Zugspitze“ blieb (bis 2007) im Besitz der Familie Vogler und wird heute von der „Singenden Wirtin“ betrieben. Seit Ende
2004 ist auch das „Berghotel Falkenhorst“ in alter Schönheit neu eröffnet. Die Poststelle wurde geschlossen, und im Oktober 2000 gab auch der Betreiber des Lebensmittelgeschäftes auf. Im Januar 2009 gaben die Hamburger Betreiber des „Falkenhorst“ in einem Rundschreiben an ihre Stammgäste bekannt, dass der Betrieb des Berghotels zum 22. Februar 2009 wieder eingestellt wird, da das Haus nicht kostendeckend bewirtschaftet werden könne. Der Hauptgrund liege in der niedrigen Auslastung während der Woche.
Kurz nach der Wende gründete sich im Ort eine Bürgerinitiative, die sich in der Gemeinde für die Belange des Ortsteils einsetzte. Ein großer Einschnitt war die  Gemeindegebietsreform. Falkenhain, zu dem Waldidylle von der Gründung an als Ortsteil gehörte, war einer der letzten Orte, die ab 1. Januar 1999 zu Altenberg gehörten. Vorausgegangen waren dem heftige Kontroversen im Gemeinderat und eine Bürgerabstimmung, ob der Ort an Schmiedeberg oder Altenberg angegliedert werden sollte. Es gab auch Überlegungen, Waldidylle von Falkenhain zu trennen und allein nach Altenberg zu gehen.
Waldidylle war bis 2018 staatlich anerkannter Erholungsort.

## Der Heimatverein
Aus der kurz nach der Wende gegründeten Bürgerinitiative ging am 23. Februar 1999 der Heimatverein Waldidylle hervor. Zweck des Vereines ist die Gestaltung des Kulturlebens, die Teilnahme an der Kommunalpolitik und die Ortsbildgestaltung. Im Jahr 2000 wurde mit großem Aufwand das 100-jährige Bestehen des Ortes gefeiert. Der Verein hat sich u. a. intensiv in die Erarbeitung einer Ortsgestaltungssatzung eingebracht, um den typischen Charakter des Ortes auch künftig zu erhalten. Nach 2000 wurde ein Skiwanderweg rund um Waldidylle eröffnet. Zu Ehren des langjährigen Ladeninhabers und Poststellenbetreibers wurde nach dessen Tod 2004 der „Gerhard-Schmieder-Steig“ eingeweiht. 2008 fanden umfangreiche Arbeiten am „Panoramaweg“ statt, der an vielen Stellen schöne Ausblicke auf das Osterzgebirge und nach Dresden gewährt.

### Öffentliche und soziale Einrichtungen
- Kinderheim der AWO